# Labūnavos Miškas
Labūnavos Miškas är en skog i Litauen. Den ligger i den centrala delen av landet, 100 km nordväst om huvudstaden Vilnius.